# Eroi
Eroi è la zona urbanistica 17C del Municipio Roma I di Roma Capitale. Si estende sul quartiere Q. XIV Trionfale.

## Geografia fisica

### Territorio
La zona urbanistica confina:
- a nord-est con la zona urbanistica 17B Della Vittoria
- a est con la zona urbanistica 1C Prati
- a sud con la Città del Vaticano e la zona urbanistica 18A Aurelio Sud
- a sud-ovest con la zona urbanistica 18D Aurelio Nord
- a ovest con la zona urbanistica 19A Medaglie d'Oro